# لويس مارتينز
لويس مارتينز (بالبرتغالية: Luís Carlos Ramos Martins) (10 يونيو 1992 بلاميغو في البرتغال - ) هو لاعب كرة قدم برتغالي في مركز الدفاع. شارك مع منتخب البرتغال تحت 17 سنة لكرة القدم ومنتخب البرتغال تحت 18 سنة لكرة القدم ومنتخب البرتغال تحت 19 سنة لكرة القدم ومنتخب البرتغال تحت 20 سنة لكرة القدم ومنتخب البرتغال تحت 21 سنة لكرة القدم. أما مع النوادي، فقد لعب مع أوساسونا ونادي بنفيكا ونادي جل فيسنتي ونادي غرناطة ونادي بنفيكا بي ‏.

## وصلات خارجية
- لويس مارتينز على موقع الاتحاد الدولي (مؤرشف)  (الإنجليزية)
- لويس مارتينز على موقع الاتحاد الأوربي (الإنجليزية)
- لويس مارتينز على موقع الدوري الأمريكي (الإنجليزية)
- لويس مارتينز على موقع قاعدة بيانات كرة القدم.إي يو (الإنجليزية)
- لويس مارتينز على موقع Soccerbase.com (لاعب) (الإنجليزية)
- لويس مارتينز على موقع Soccerway.com (الإنجليزية)
- لويس مارتينز على موقع عالم كرة القدم.نت (الإنجليزية)
- لويس مارتينز على موقع AS.com (الإسبانية)